# Bożena Górczyńska-Przybyłowicz
Bożena Górczyńska-Przybyłowicz (ur. 1951)  – polska historyk, dr hab. nauk humanistycznych, profesor nadzwyczajny Instytutu Historii Wydziału Historii Uniwersytetu im. Adama Mickiewicza w Poznaniu.

## Życiorys
2 kwietnia 1984 obroniła pracę doktorską Życie społeczno-gospodarcze na ziemiach polskich włączonych do Prus Wschodnich w okresie hitlerowskiej okupacji 1939-1945, 5 czerwca 2000 habilitowała się na podstawie pracy zatytułowanej Polityka handlowa Trzeciej Rzeszy wobec państw Europy Południowo-Wschodniej, Środkowej i Wschodniej w latach 1933-1939.  Otrzymała nominację profesorską.
Objęła funkcję profesora w Instytucie Historii na Wydziale Historii Uniwersytetu im. Adama Mickiewicza.
Piastuje stanowisko profesora nadzwyczajnego Instytutu Historii Wydziału Historii Uniwersytetu im. Adama Mickiewicza w Poznaniu.